# In Regards to Myself
In Regards to Myself — другий сингл американського рок-гурту Underoath з альбому «Define The Great Line». Сингл вийшов 27 листопада 2006 року під лейблом EMI CMG.

## Відео
Відеокліп до пісні було відзнято компанією Popcore Films у вересні 2006 року (раніше за дату виходу самого синглу).. У відео розповідається про дівчину уві сні, який наснився кошмар. У ролі свідомості виступає Спенсер Чамберлейн, який намагається розбудити дівчину «зсередини». Згідно з текстом пісні, музиканти хотіли покликати Бога спуститись на землю. Дане відео у майбутньому увійшло до дебютного відео-альбому гурту під назвою «777», саме ці цифри з'являються в одному з епізодів кліпу.